# Gusty

“Gusty”-poster op station Gramsbergen

“Gusty” is een jarenlang onopgehelderd gebleven mysterie uit de Nederlandse reclamewereld.
Aan het einde van de jaren 90 van de twintigste eeuw verschenen op de Nederlandse treinstations grote affiches met daarop een afbeelding van twee vissen en de tekst "Gusty, iedereen praat er over!" Het was niet duidelijk waarover dit ging, en de campagne kreeg ook geen vervolg. Op enkele plaatsen zijn de posters nog jaren blijven hangen.
In mei 2007 achterhaalde de Gooi- en Eemlander de bedenker van de campagne, Rob van der Spek, die eind jaren negentig commercieel directeur was van Alrecon, het reclamebedrijf van de Nederlandse Spoorwegen, dat later onderdeel werd van CBS Outdoor. Deze voormalige quizmaster en radiopresentator bedacht de campagne om lege plekken op te vullen tussen campagnes in, of op minder geschikte locaties.